# Alleghany, Kalifornija
Alleghany je naseljeno područje za statističke svrhe u američkoj saveznoj državi Kalifornija. Prema popisu stanovništva iz 2010. u njemu je živjelo 58 stanovnika.